# San Jose Earthquakes
Los San Jose Earthquakes (en español, Terremotos de San José) son un equipo profesional de fútbol de los Estados Unidos con sede en San José, California. Compiten en la Conferencia Oeste de la Major League Soccer (MLS) y disputan sus partidos como locales en el PayPal Park.
El equipo fue fundado en junio de 1994 con el nombre de San Jose Clash y es uno de los clubes originales de la MLS. En 2000 el equipo cambió de nombre a Earthquakes, recuperando la denominación del equipo de la ciudad californiana de la North American Soccer League. A finales de 2005, los propietarios de los Quakes trasladaron la franquicia a Houston para crear el Houston Dynamo. Los Earthquakes regresaron a la MLS en 2008.

## Historia

### Raíces de la franquicia
La franquícia tiene sus raíces en 1974, cuando la North American Soccer League (NASL) le ofreció una expansión a San José, llamada Earthquakes. La NASL quebró después de la temporada 1984 y los Earthquakes jugaron en la Western Soccer League (WSL) entre 1985 y 1988, bajo la presidencia de Peter Bridgwater.
En 1988, Bridgwater vendió el equipo. Cuando el nuevo propietario abandonó el equipo antes de un año, la WSL concedió una franquicia a Dan Van Voorhis, un abogado del estado local. Van Voorhis nombró al nuevo equipo los Blackhawks. El San Francisco Bay Blackhawks entró en la WSL la temporada 1989. En 1991, Van Voorhis nombró entrenador a uno de sus jugadores, Laurie Calloway. Calloway entrenó a un equipo entero de jugadores que luego jugarían para San José en la MLS, incluyendo John Doyle, Troy Dayak, Paul Bravo y Eric Wynalda. En un avance de lo que luego sería la Major League Soccer, pequeños desacuerdos entre Calloway y Wynalda terminaron con Calloway echando a Wynalda del equipo en 1992. El propietario de los Blackhawks Dan Van Voorhis sacó al equipo de la nueva liga, la American Professional Soccer League, después de que jugaran como los San Jose Hawks en la USISL en 1993. El equipo quebró tras la temporada 1993.

### (1996-presente)
Ganó la liga (MLS Cup) en 2001 y 2003, así como la MLS Supporters' Shield al mejor equipo de la liga regular en 2005 y 2012. A pesar de estos éxitos, en diciembre de 2005, la franquicia fue puesta en venta por el grupo de propietarios AEG por la imposibilidad de construir un nuevo estadio específico de fútbol. Los jugadores y el entrenador Dominic Kinnear se trasladaron a Houston, Texas, donde la franquicia juega como el Houston Dynamo. El 18 de julio de 2007 se anunció que el San Jose Earthquakes volvería a jugar con otro equipo en la liga de 2008 gracias a otro grupo de propietarios, y conservó los títulos, la historia, el escudo, el nombre y los colores. El Earthquakes jugó, hasta marzo de 2015, la mayoría de sus partidos en el Buck Shaw Stadium en Santa Clara, California. Pero a partir de marzo de 2015, se trasladó al nuevo estadio específico del equipo, el Avaya Stadium.

## Rivalidades

### Clásico de California
El Clásico de California es el nombre que se le da a la rivalidad futbolística entre LA Galaxy y San Jose Earthquakes. Esta rivalidad en la Major League Soccer alcanzó su cenit entre 2001 y 2005, tiempo durante el cual los Earthquakes y el Galaxy se combinaron para ganar cuatro títulos de la Copa MLS. Los Ángeles y San José se consideran una de las rivalidades más históricas del fútbol estadounidense, la rivalidad se originó a partir de las rivalidades deportivas y culturales históricas entre el norte de California y el sur de California, así como de la relativa proximidad de las ciudades, que están a unas 360 millas (580 km) de distancia, lo que permite a los fanáticos rivales asistir a los juegos de los demás.
Aunque históricamente ha habido rivalidades entre el norte y el sur de California, existe una amarga rivalidad entre los Ultras de San José y la Angel City Brigade, que apoyan a Los Ángeles. Los seguidores de ambos equipos se burlan unos de otros con elaboradas exhibiciones de tifo y cánticos debido a la pasión y el odio que existe. Se utiliza una mayor seguridad para garantizar que no haya violencia entre los grupos opuestos.

## Jugadores

### Más apariciones en club
- Actualizado al 29 de octubre de 2024.

| # | Jugador           | Años                | Liga | Playoffs | Copas Nacionales | Copas Internacionales | Total |
| - | ----------------- | ------------------- | ---- | -------- | ---------------- | --------------------- | ----- |
| 1 | Chris Wondolowski | 2005–2006 2009–2021 | 378  | 7        | 10               | 6                     | 401   |
| 2 | Shea Salinas      | 2008–2009 2011–2022 | 334  | 4        | 9                | 4                     | 351   |
| 3 | Ramiro Corrales   | 2001–2004 2008–2013 | 249  | 14       | 3                | 4                     | 270   |
| 4 | Tommy Thompson    | 2014–2016 2017–     | 215  | 2        | 15               | 1                     | 233   |
| 5 | Jackson Yueill    | 2017 2018–          | 212  | 3        | 11               | 6                     | 232   |

### Máximos goleadores
- Actualizado al 29 de octubre de 2024.

| # | Jugador           | Años                | Liga | Playoffs | Copas Nacionales | Copas Internacionales | Total |
| - | ----------------- | ------------------- | ---- | -------- | ---------------- | --------------------- | ----- |
| 1 | Chris Wondolowski | 2005–2006 2009–2021 | 168  | 2        | 4                | 2                     | 176   |
| 2 | Ronald Cerritos   | 1997–2003           | 61   | 1        | 2                | 0                     | 64    |
| 3 | Landon Donovan    | 2001–2004           | 32   | 9        | 0                | 0                     | 41    |
| 3 | Jeremy Ebobisse   | 2021–               | 34   | 0        | 0                | 4                     | 38    |
| 5 | Cristian Espinoza | 2019–               | 33   | 0        | 2                | 0                     | 35    |

### Salón de la fama
- John Doyle (promovido en 2005)
- Ronald Cerritos (promovido en 2010)
- Troy Dayak (promovido en 2011)

## Entrenadores
- Laurie Calloway (1996-1997)
- Brian Quinn (1997-1999)
- Jorge Espinoza (1999) (interino)
- Lothar Osiander (1999-2000)
- Frank Yallop (2001-2003)
- Dominic Kinnear (2004-2005)
- Frank Yallop (2008-2013)
- Mark Watson (2013-2014)
- Ian Russell (2014) (interino)
- Dominic Kinnear (2015-2017)
- Chris Leitch (2017)
- Mikael Stahre (2017-2018)
- Steve Ralston (2018) (interino)
- Matias Almeyda (2018-2022)
- Álex Covelo (2022) (interino)
- Luis González Gallaguer (2022-2024)
- Ian Russell (2024) (interino)
- Bruce Arena (2024-presente)

## Palmarés

### Torneos nacionales
- Major League Soccer (2): 2001, 2003.
- MLS Supporters' Shield (2): 2005, 2012.

### Torneos amistosos
- Carolina Challenge Cup: 2005, 2008.

## Estadios
- Spartan Stadium (1996-2005)
- Oakland-Alameda County Coliseum (2008)[1]
- Buck Shaw Stadium (2008-2014)
- PayPal Park (2015-presente)

## Propietarios
- Major League Soccer (1996-1998)
- Kraft Sports Group (1999-2000)
- Silicon Valley Sports & Entertainment (2001)
- Silicon Valley Sports & Entertainment y Anschutz Entertainment Group (2002)
- Anschutz Entertainment Group (2003-2005)
- Earthquakes Soccer, LLC (2007- )